# Tor Castle
Tor Castle ist die Ruine einer Niederungsburg bei Torlundy am River Lochy in der Nähe von Fort William in der schottischen Grafschaft Inverness-shire, heute ein Teil der Verwaltungseinheit Highland.

## Geschichte
Ein Fort aus der Eisenzeit war an dieser Stelle früher zu finden. Einer Sage nach gehörte das Fort einst dem schottischen Heerführer Banquo, der in Shakespeares Drama Macbeth auftaucht.
Spätestens seit dem 11. Jahrhundert gab es dort eine Burg. Später gehörte sie dem Clan Mackintosh, bis sie der Clan Cameron eroberte und dort ein massives Tower House mit Hof errichten ließ. Ewen Cameron of Lochiel, 13. Clanchef der Camerons, ließ die Burg 1530 umbauen. Die Camerons nutzten die Burg als Schutz vor den Angriffen des Clan McDonald of Keppoch.
Heute gilt die Ruine als Scheduled Monument.